# Carlos Villarías
Carlos Villarías (Córdoba, 7 juli 1892 - Los Angeles, 27 april 1976) was een Spaanse acteur. Zijn bekendste werk is de hoofdrol in de Spaanstalige versie van Dracula (1931) met Barry Norton en Lupita Tovar, die 's nachts gefilmd werd op dezelfde sets als de Engelstalige versie met Bela Lugosi in de hoofdrol.